# St. Stephan (Moggast)

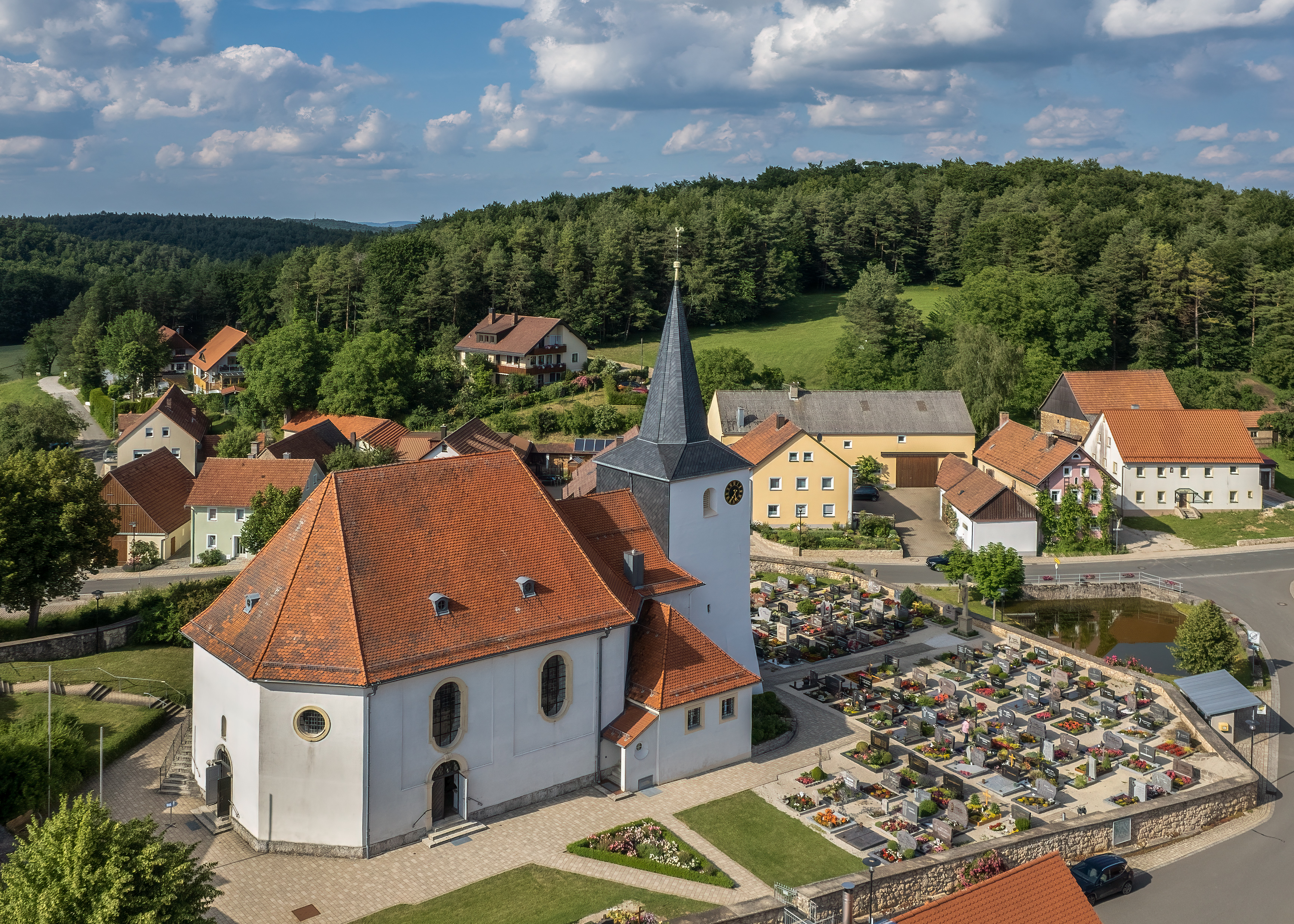
St. Stephan in Moggast

Die römisch-katholische, denkmalgeschützte Pfarrkirche St. Stephan steht auf dem Friedhof von Moggast, einem Gemeindeteil der Stadt Ebermannstadt im Landkreis Forchheim (Oberfranken, Bayern). Das Bauwerk ist unter der Denkmalnummer D-4-74-121-72 als Baudenkmal in der Bayerischen Denkmalliste eingetragen. Die Pfarrei gehört zum Seelsorgebereich Fränkische Schweiz im Dekanat Forchheim des Erzbistums Bamberg.

## Beschreibung
Das neobarocke Langhaus der Saalkirche mit dem eingezogenen Chor im Osten wurde 1921/22 nach einem Entwurf von Otto Schulz erbaut. Der Kirchturm im Osten ist der spätgotische Chorturm des Vorgängerbaus, der 1707 neu aufgerichtet wurde. Nach einem Blitzschlag 1819 wurde er um ein Geschoss reduziert und mit einem achtseitigen, schiefergedeckten Knickhelm versehen. An der Nordseite des Kirchturms wurde eine Aussegnungshalle angebaut. 
Der Hochaltar wurde 1665 gebaut. Auf seinem Altarretabel ist Stephanus dargestellt, flankiert vom Heinrich II. (HRR) und der heiligen Kunigunde. Die beiden Seitenaltäre befanden sich früher im Bamberger Dom. Die Orgel kam 1998 nach Moggast.